# Sarah Kent
Sarah Kent (Kalgoorlie, Austràlia Occidental, 10 de febrer de 1990) és una ciclista australiana que s'ha especialitzat en el ciclisme en pista. El 2010 es va proclamar Campiona del món en Persecució per equips.

## Palmarès en pista
- 2008
  -  Campiona del món júnior en Persecució per equips (amb Ashlee Ankudinoff i Megan Dunn)
  - Campiona d'Oceania en Persecució per equips (amb Ashlee Ankudinoff i Josephine Tomic)
  -  Campiona d'Austràlia en Persecució per equips (amb Melissa Hoskins i Josephine Tomic)
- 2009
  -  Campiona d'Austràlia en Persecució per equips (amb Melissa Hoskins i Josephine Tomic)
- 2010
  -  Campiona del món en Persecució per equips (amb Ashlee Ankudinoff i Josephine Tomic)
  - Campiona d'Oceania en Persecució per equips (amb Katherine Bates i Josephine Tomic)
  -  Campiona d'Austràlia en Persecució
  -  Campiona d'Austràlia en Persecució per equips (amb Melissa Hoskins i Josephine Tomic)
- 2012
  -  Campiona d'Austràlia en Persecució per equips (amb Melissa Hoskins i Josephine Tomic)

### Resultats a laCopa del Món en pista
- 2009-2010
  - 1a a Pequín, en Persecució per equips
- 2010-2011
  - 1a a Melbourne, en Persecució per equips